# 1998 na ciência

## Eventos
- 2 de março - Dados enviados da sonda Galileu indicam que a lua de Júpiter, Europa, possui um oceano líquido por baixo de uma pequena camada de gelo.
- 27 de março - A FDA (administração de alimentos e drogas dos EUA) aprova o Viagra para ser utilizado no tratamento de impotência masculina, tornando-se o primeiro medicamento aprovado para tratar esta doença nos Estados Unidos.
- 27 de setembro foi fundada a empresa Google

## Mortes
| Data           | Nome                           | Profissão                          | Nacionalidade   | Observações                                                                                    | Ref                 |
| -------------- | ------------------------------ | ---------------------------------- | --------------- | ---------------------------------------------------------------------------------------------- | ------------------- |
| 7 de janeiro   | Vladimir Prelog                | químico Prémio Nobel               | Áustria-Hungria | m. 1906                                                                                        |                     |
| 7 de janeiro   | Richard Hamming                | matemático                         | Estados Unidos  | m. 1998 Prémio Turing 1968                                                                     | [ 1 ]               |
| 9 de janeiro   | Ken'ichi Fukui                 | químico Prémio Nobel               | Japão           | n. 1918                                                                                        |                     |
| 30 de janeiro  | Samuel Eilenberg               | matemático                         | Polónia         | n. 1913 Prémio Leroy P. Steele 1987 Prémio Wolf de Matemática 1986                             | [ 2 ] [ 3 ]         |
| 4 de março     | Ludo van Bogaert               | neurologista                       | Bélgica         | n. 1897                                                                                        |                     |
| 8 de março     | José Mauro Volkmer de Castilho | pesquisador, cientista e professor | Brasil          | n. 1946                                                                                        |                     |
| 16 de março    | Derek Barton                   | químico Prémio Nobel               | Reino Unido     | n. 1918                                                                                        |                     |
| 3 de abril     | Mary Cartwright                | matemática                         | Reino Unido     | n. 1900 Medalha De Morgan 1968 Medalha Sylvester 1964                                          | [ 4 ] [ 5 ]         |
| 16 de abril    | Alberto Calderón               | matemático                         | Argentina       | n. 1920 Prêmio Memorial Bôcher 1979 Prémio Leroy P. Steele 1989 Prémio Wolf de Matemática 1989 | [ 6 ] [ 2 ] [ 3 ]   |
| 11 de maio\|   | Ernst Ising                    | físico                             | Alemanha        | n. 1900                                                                                        |                     |
| 7 de junho     | Hans Ramberg                   | geólogo                            | Noruega         | n. 1917 Medalha Arthur L. Day 1976 Medalha Wollaston 1972                                      | [ 7 ] [ 8 ]         |
| 17 de julho    | Michael James Lighthill        | matemático                         | Reino Unido     | n. 1924 Medalha Copley 1998 Medalha Real 1964 Medalha Timoshenko 1963                          | [ 9 ] [ 10 ] [ 11 ] |
| 6 de agosto    | André Weil                     | matemático                         | França          | n. 1906 Prémio Leroy P. Steele 1980 Prémio Kyoto 1994                                          | [ 2 ] [ 12 ]        |
| 26 de agosto   | Frederick Reines               | físico                             | Estados Unidos  | n. 1918 Nobel da Física 1995                                                                   | [ 13 ]              |
| 19 de novembro | Louis Dumont                   | antropólogo                        | França          | n. 1911                                                                                        |                     |
| 20 de novembro | Howard Wilson Emmons           | engenheiro                         | Estados Unidos  | n. 1912 Medalha Timoshenko 1971                                                                | [ 11 ]              |
| 7 de dezembro  | Martin Rodbell                 | bioquímica                         | Estados Unidos  | n. 1925 Nobel de Fisiologia ou Medicina 1994                                                   | [ 14 ]              |
| ??             | Harry Lehmann                  | físico                             | Alemanha        | n. 1924 Medalha Max Planck 1967                                                                | [ 15 ]              |
| ??             | Max Cosyns                     | físico                             | Bélgica         | n. 1906                                                                                        |                     |

## Prémios
Medalha Alexander Agassiz
- Walter C. Pitman, III[16]

Medalha Alexander Graham Bell IEEE
- Richard Blahut[17]

Medalha Arthur L. Day
- E. Bruce Watson[7]

Medalha Albert Einstein
- Claude Nicollier[18]

Medalha Bingham
- J. M. Dealy[19]

Medalha Bruce
- Donald Lynden-Bell[20]

Medalha Clarke
- Richard Limon Stanton[21]

Medalha Copley
- Michael James Lighthill[9]

Medalha Darwin
- Michael Gale e Graham Moore

Medalha Davy
- Alan Roy Fersh[23]

Medalha De Morgan
- Robert Alexander Rankin[4]

Medalha Dirac (ICTP)
- Stephen Adler e Roman Jackiw

Medalha Fields
- Richard Borcherds, William Gowers, Maxim Kontsevich e Curtis McMullen

Medalha Flavelle
- Anthony Pawson[26]

Medalha Guy
- prata - Harvey Goldstein[27]
- bronze - D. Firth[28]

Medalha Harry H. Hess
- David J. Stevenson[29]

Medalha Histórica J.B. Tyrrell
- Jean-Claude Robert[30]

Medalha de Honra IEEE
- Donald Pederson[31]

Medalha Hughes
- Raymond Hide[32]

Medalha James B. Macelwane
- Tuija I. Pulkkinen e Lars P. Stixrude

Medalha Jason A. Hannah
- John F. Hutchinison[34]

Medalha John Adam Fleming
- Donald M. Hunten[35]

Medalha John Fritz
- Ivan Getting[36]

Medalha Lavoisier (SCF)
- Jean-Baptiste Donnet[37]

Medalha Leonard
- S. Ross Taylor[38]

Medalha Logan
- Donald F. Sangster[39]

Medalha Lorentz
- Carl Wieman e Eric Allin Cornell

Medalha Lyell
- Simon Conway Morris[41]

Medalha Maurice Ewing
- Richard P. Von Herzen[42]

Medalha Max Planck
- Raymond Stora[15]

Medalha Memorial Rutherford
- Martin Grant e Benoît Roux

Medalha McLaughlin
- Janet Rossant[44]

Medalha McNeil
- Jeremy N. McNeil[45]

Medalha Miroslaw Romanowski
- Thomas C. Hutchinson[46]

Medalha Murchison
- Robert Stephen John Sparks[47]

Medalha Nacional de Ciências
- William Julius Wilson,[48] Bruce Ames,[49] Janet Rowley,[49] John Werner Cahn,[49] George Whitesides, Eli Ruckenstein,[49] Cathleen Synge Morawetz,[49] Don Lynn Anderson[49] e John Norris Bahcall[49]

Prémio Nobel
- Física[13] - Robert B. Laughlin, Horst L. Störmer e Daniel C. Tsui
- Química - Walter Kohn,[50] John Pople[50]
- Medicina[14] - Robert Furchgott, Louis Ignarro e Ferid Murad
- Economia - Amartya Sen[51]

Medalha Oersted
- Edwin F. Taylor[52]

Medalha de Ouro Lomonossov
- Alexander Soljenítsin e Yosikazu Nakamura

Medalha de Ouro da Royal Astronomical Society
- Robert Ladislav Parker e James Peebles

Medalha Penrose
- Jack E. Oliver[55]

Medalha Priestley
- Frank Albert Cotton[56]

Medalha Real
- Edwin Southern, Ricardo Miledi e Donald Charlton Bradley

Medalha Robert E. Horton
- Ignacio Rodriguez-Iturbe[57]

Medalha Roebling
- C. Wayne Burnham[58]

Medalha Roger Revelle
- Harold S. Johnston[59]

Medalha Rumford
- Richard Friend[60]

Medalha Theodore von Karman
- Y. K. Lin[61]

Medalha Timoshenko
- Olgierd Zienkiewicz[11]

Medalha Walter H. Bucher
- Norman Sleep[62]

Medalha William Bowie
- Richard M. Goody[63]

Medalha Wollaston
- Karl Karekin Turekian[8]

Prémio A.G. Huntsman
- Paul Falkowski[64]

Prémio Alfred P. Sloan Jr.
- Robert Horvitz[65]

Prémio Berwick
- E B Davies[66]

Prémio Bower de Realização em Ciência
- Martin Rees[67]

Prémio Charles S. Mott
- Suzanne Cory e Stanley Joel Korsmeyer

Prémio Chauvenet
- Alan Edelman e Eric Kostlan

Prémio Crafoord
- Don Lynn Anderson e Adam Dziewonski

Prémio Enrico Fermi
- Maurice Goldhaber e Michael Edward Phelps

Prémio Harvey
- Richard Karp[71]

Prémio de Medicina A.H. Heineken
- Barry Marshall[72]

Prêmio Japão
- Leo Esaki, Jozef Schell e Marc Van Montagu

Prémio Kettering
- H. Rodney Withers[65]

Prêmio Kyoto
- Kiyoshi Itō[12] e Kurt Wüthrich[74]

Prémio Leroy P. Steele
Herbert Wilf, Doron Zeilberger, Richard Kadison e Joseph Hillel Silverman
Prémio Max Delbrück
- Rangaswamy Srinivasan[78]

Prémios Princesa das Astúrias
- Emilio Méndez Pérez e Pedro Miguel Etxenike Landiríbar

Prémio Remsen
- Peter Dervan[80]

Prémio Urey
- Jean-Guy Schilling[81]

Prémio V. M. Goldschmidt
- Werner Stumm[82]

Prémio Vannevar Bush
- Robert Michael White[83]

Prémio Walter Burfitt
- A.K. Burrell[84]

Prémio Willard Gibbs
- Mario Molina[85]

Prémio Wolf de Física
- Yakir Aharonov e Michael Berry

Prémio Whitehead
- S. J. Chapman, Igor Rivin e J. Nekovar